# Gufidaun

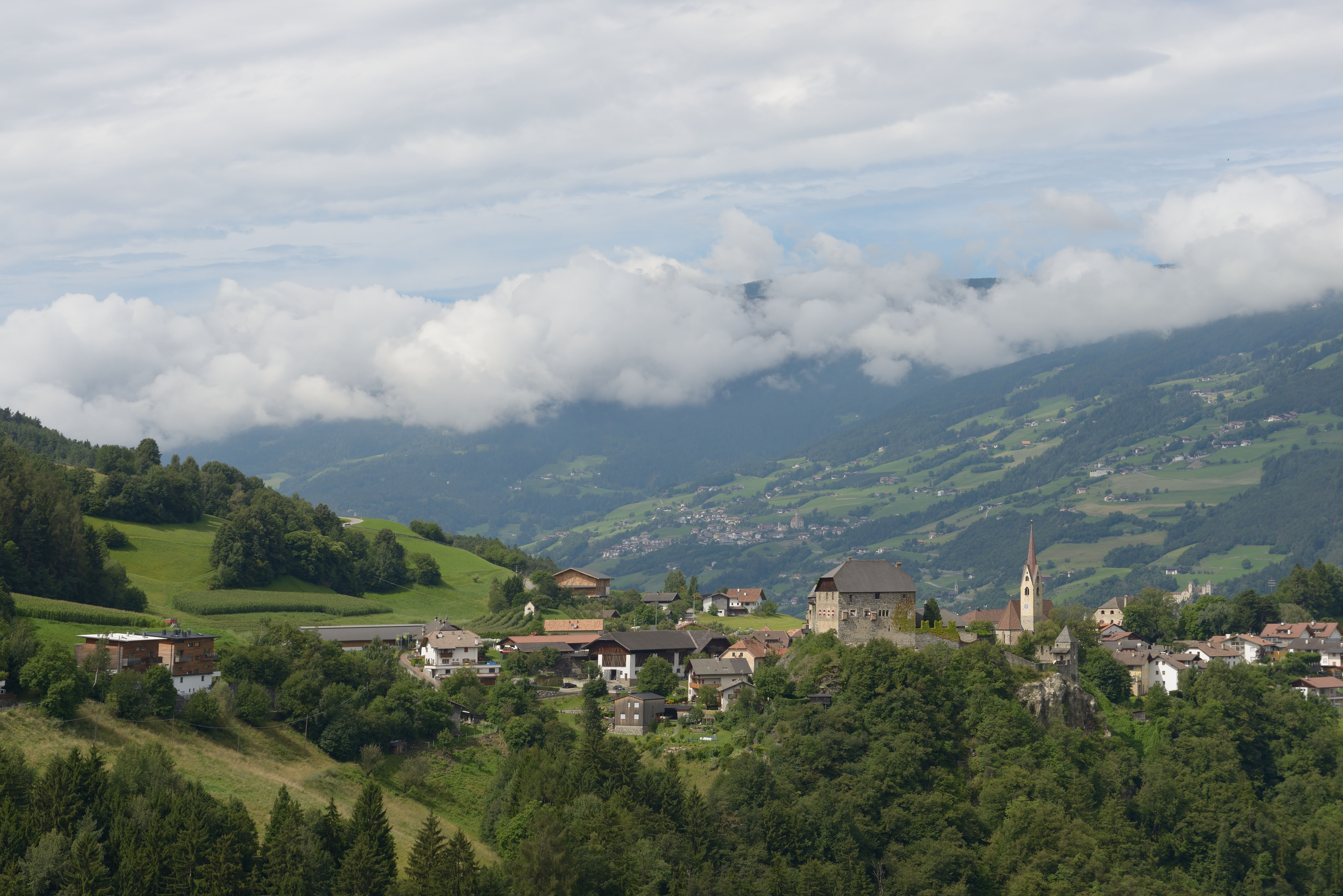
Blick auf Gufidaun mit Schloss Summersberg und Pfarrkirche

Gufidaun (italienisch Gudon) ist ein Dorf mit 500 Einwohnern in der Gemeinde Klausen in Südtirol (Italien).
Der Ort liegt im Eisacktal östlich über dem Stadtkern Klausens. Er liegt auf einer Mittelgebirgsterrasse auf 730 m Höhe. Nordseitig bricht das Gelände steil zum unteren Villnößtal ab.

## Geschichte
Gufidaun war bereits 2000 Jahre vor Christi Geburt besiedelt. Später wurde Gufidaun von Rätern und Römern besiedelt, wie Funde von Südtiroler Archäologen beim Josef-Telfner-Haus, beim Dorfmuseum und nahe Aichholz zeigen. Um das 6. Jahrhundert nach Christus ließen sich neben der romanischen Bevölkerung auch Baiern in Gufidaun nieder.
Gufidaun wird erstmals in einer aus den Jahren 937–957 stammenden Traditionsnotiz des Freisinger Bischofs Lantpert als Cubidunes genannt. Es liegt lateinisch cubitonia ‚ellenbogenförmiges Landstück‘ zugrunde.
In Gufidaun bestanden schon im Mittelalter zwei herrschaftliche Ansitze: Koburg und Summersberg. Ab 1220 gab es hier ein Hochgericht, das nicht nur für die Rechtsprechung, sondern auch für die politische Verwaltung zuständig war.
Die Gerichte blieben oft jahrzehntelang im Besitz ein und derselben Adelsfamilie, in Gufidaun waren dies 150 Jahre lang die Grafen Thun und von 1619 bis 1828 die Grafen Wolkenstein-Trostburg.
Gufidaun erlangte im 16. Jahrhundert große Bedeutung. So wurden Jakob Hutter, der Begründer der heute nach Nordamerika ausgewanderten Hutterer, und seine schwangere Frau Katharina im Gericht von Gufidaun gefangen genommen. Während die Schlossherrin seiner Frau zur Flucht verhalf, wurde Jakob Hutter vor dem Goldenen Dachl in Innsbruck auf dem Scheiterhaufen verbrannt.
1929 wurde das bis dato eigenständige Gufidaun der Gemeinde Klausen zugeschlagen.

## Sehenswürdigkeiten
Die Pfarrkirche zum Heiligen Martin wurde 1455 vom Bischof Nicolaus Cusanus geweiht, ist jedoch schon 1280 erstmals erwähnt. Der Freskenschmuck stammt aus dem 15. Jahrhundert: Barbarazyklus (Brixner Werkstatt), Koburger Kapelle (1465, Maler Ambrosius Gander), Marientod (Westfassade, um 1430), Christophorus (Turmfassade) und eine sitzende Madonna (1460, Leonhard Scherhauff).
1678 vom Archigrammaticus Johann Paul Schenk erbaut, gilt der Turmwirt als das „Geschichtsschreiberhaus“. Sowohl an der Außenfassade als auch an der Innenfassade befinden sich Malereien aus dem 19. und frühen 20. Jahrhundert. Heute ist der Turmwirt ein Gasthaus.
Der Ansitz „Hohes Haus“ oder „Hohenhaus“ war vom 17. bis zum 19. Jahrhundert Gerichtssitz im Eisacktal, bis Villnöß und Gröden. Mitte des 18. Jahrhunderts wurde es vom damaligen Landeshauptmann Caspar Paris Wolkenstein ausgebaut. Heute ist es eine Bibliothek und beherbergt auch den „Schatzkasten Erde“, Gufidauns Archäologie-Museum.

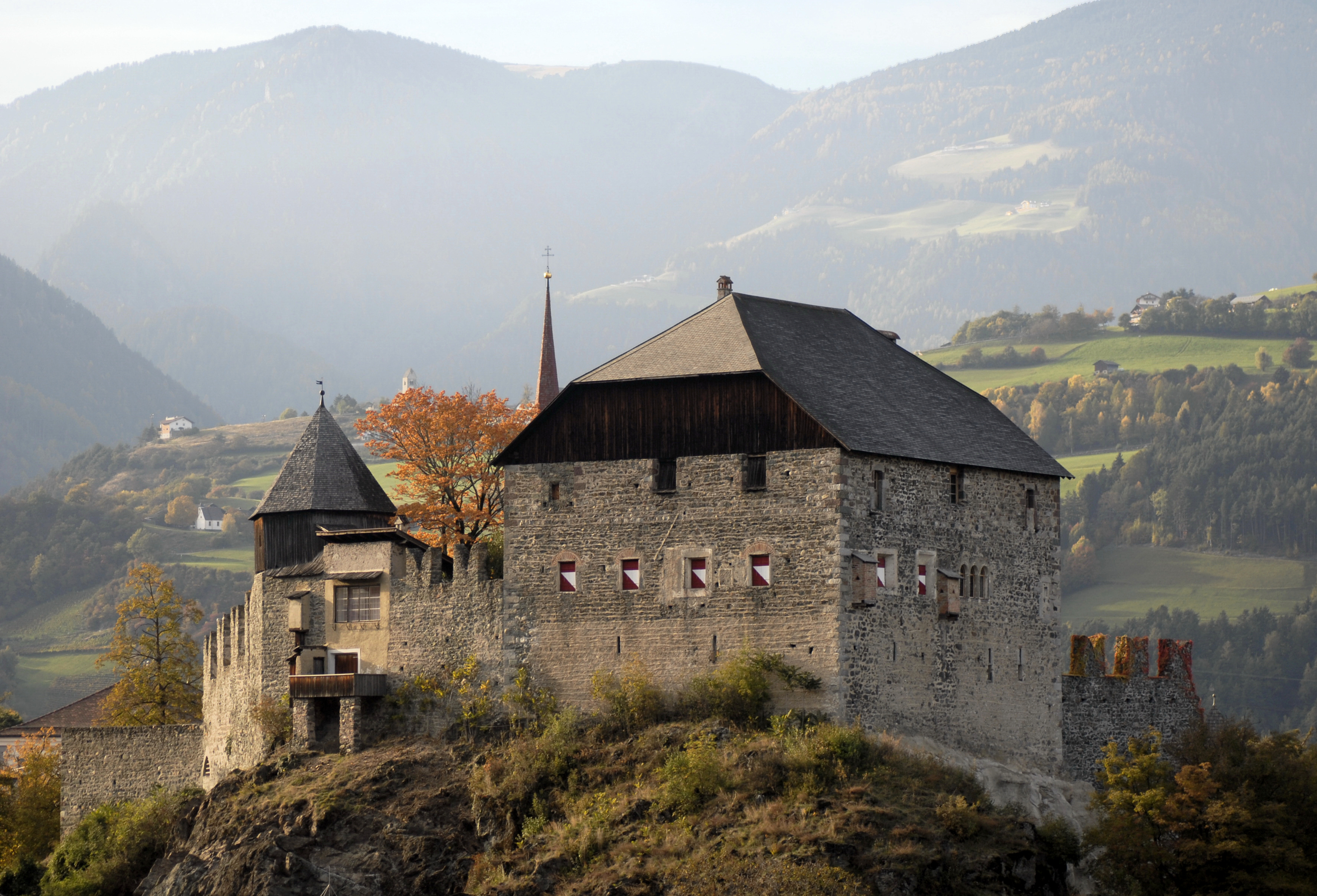
Schloss Summersberg

1329 ließ Gerichtsherr Georg von Villanders das mittelalterliche Schloss Summersberg in Gufidaun erbauen. Der Name des Schlosses geht auf das Geschlecht der Summersberger zurück, das erstmals 1202 erwähnt wurde. Der Tiroler Sagenforscher Ignaz Vinzenz Zingerle erwarb das Schloss 1880. Noch heute befindet es sich im Privatbesitz der Familie Zingerle.
Der Ansitz Koburg, im 14. Jahrhundert noch im Besitz der Herren von Gufidaun, musste renoviert werden, da sie 1571 bei einem Brand zerstört worden war. Die Koburg besitzt kulturhistorisch wichtige Wandmalereien und war bis 1818 im Besitz der Familie von Mayrhofen. 1883 erwarb sie der österreichische Philosoph Tobias Wildauer. Heute ist die Burg in Privatbesitz.
Das Dorfmuseum befindet sich im „Pfleghaus“, das wegen seines früheren Besitzers Josef Kröss auch „Krösshaus“ genannt wird. Das Dorfmuseum gibt einen Einblick in das Leben und die Kultur der bäuerlichen Bevölkerung in Südtirol.
Heute stellt der Tourismus in Gufidaun einen wichtigen Erwerbszweig dar.
Einige archäologische Ausgrabungen im Dorfzentrum, welche sich auf dem Platz neben dem Dorfmuseum befinden, sind mittels Schildern beschrieben und zeugen von der frühen Besiedlung Gufidauns.

## Bildung
In Gufidaun gibt es eine Grundschule für die deutsche Sprachgruppe.

## Persönlichkeiten
- Franz Zoller (1726–1778), Barockmaler
- Sepp Messner Windschnur (* 1946), Musiker